# Surbo
Surbo est une commune italienne de la province de Lecce, dans la région des Pouilles.

## Géographie
La commune de Surbo a la particularité de constituer une enclave à l'intérieur du territoire de la commune de Lecce ; le centre de Surbo se trouve à 6 km au nord-ouest du centre de Lecce.

## Administration
| Période                                  | Période  | Identité       | Étiquette       | Qualité |
| ---------------------------------------- | -------- | -------------- | --------------- | ------- |
| 15/04/08                                 | En cours | Daniele Capone | (liste civique) |         |
| Les données manquantes sont à compléter. |          |                |                 |         |

### Hameaux
Giorgilorio

### Communes limitrophes
Lecce